# Джорджелли, Габриэлла
Габриэлла Джорджелли (итал. Gabriella Giorgelli; родилась 29 июля 1941) — итальянская актриса кино и телевидения. За всю карьеру снялась более чем в 70 фильмах.

## Биография
Джорджелли родилась в Карраре, Италия, в семье бизнесмена и домохозяйки. Вскоре родители Габриэллы развелись, и девочка осталась жить с матерью. В десять лет по причине затруднённого финансового положения матери она воспитывалась в колледже сестёр Капулетти в Карраре. С пятнадцати лет Джорджелли начала работать. В 1960 году Габриэлла дебютировала в кино, сыграв эпизодическую роль в фильме «Все по домам», режиссёра Луиджи Коменчини. В 1961 году девушка стала финалисткой конкурса Мисс Италия. Благодаря участию в конкурсе актрисе стали поступать предложения на новые роли в фильмах. После появления в нескольких артхаусных кинолентах, в конце 1960-х Джорджелли стала играть в основном в спагетти-вестернах и итальянских сексуальных комедиях. В более престижных фильмах она получала только второстепенные роли. Помимо кино актриса сыграла в ряде сериалов и телевизионных фильмов.

## Фильмография
| Год  |   | Русское название                               | Оригинальное название                             | Роль      |
| ---- | - | ---------------------------------------------- | ------------------------------------------------- | --------- |
| 1962 | ф | Остров Артуро                                  | L'isola di Arturo                                 | Тереза    |
| 1962 | ф | Костлявая кума                                 | La commare secca                                  | Эсперия   |
| 1963 | ф | Товарищи                                       | I compagni                                        | Адель     |
| 1963 | ф | Летнее безумие                                 | Frenesia dell'estate                              | Фоскина   |
| 1965 | ф | Незнакомец в Сакраменто                        | Uno straniero a Sacramento                        | Роза      |
| 1966 | ф | Эль Греко                                      | El Greco                                          | Мария     |
| 1967 | ф | Долгие дни мести                               | I lunghi giorni della vendetta                    | Дульчи    |
| 1969 | ф | В поисках Грегори                              | Alla ricerca di Gregory                           | Энкарна   |
| 1970 | ф | Зверь                                          | La belva                                          | Хуанита   |
| 1972 | ф | Семь окровавленных орхидей                     | Sette orchidee macchiate di rosso                 | Инез      |
| 1972 | ф | Жизнь очень трудная штука, правда, Провидение? | La vita, a volte, è molto dura, vero Provvidenza? | сестра    |
| 1973 | ф | Служит ли полиция гражданам?                   | La polizia è al servizio del cittadino?           | Эрос      |
| 1974 | ф | Зверюга                                        | Il bestione                                       | Зои       |
| 1980 | ф | Город женщин                                   | La città delle donne                              | торговка  |
| 1983 | ф | Геркулес                                       | Hercules                                          | мать      |
| 1997 | ф | Восковая маска                                 | M.D.C. - Maschera di cera                         | Франческа |